# Jozef Stümpel
Jozef Stümpel (né le 20 juillet 1972 à Nitra en Tchécoslovaquie aujourd'hui ville de Slovaquie) est un joueur professionnel de hockey sur glace.

## Carrière en club
Jozef Stümpel commence sa carrière en jouant en 1989 en première division tchécoslovaque pour l'équipe de MHC Plastika Nitra. Deux saisons plus tard, il évolue en Allemagne dans le championnat de première division (1. Bundesliga) pour le club de Kölner Haie.
Au début de cette saison, il participe au repêchage d'entrée dans la Ligue nationale de hockey et est choisi en seconde ronde (40e choix au total) par les Bruins de Boston. Il fait ses débuts en Amérique du Nord à la fin de sa saison en Allemagne en jouant 4 matchs avec les Bruins.
Au cours de la saison suivante, il joue la majeure partie du temps dans la Ligue américaine de hockey pour la franchise associée à Boston, les Bruins de Providence. Il joue tout de même une douzaine de matchs dans la LNH.
La saison 1994-1995 étant écourtée par une grève de joueurs, il commence la saison dans le championnat Allemand pour son ancienne équipe avant de la finir avec les Bruins.  En 1997, il rejoint les Kings de Los Angeles pour cinq saisons avant de revenir avec les Bruins pour deux saisons. Par la suite, il resigne avec les Kings et lors du lock-out 2004-2005 de la LNH, il va jouer dans le championnat tchèque pour l'équipe du HC Slavia Prague.
À son retour dans la LNH, il rejoint les Panthers de la Floride. 
Le 11 juillet 2008, il signe un contrat avec le Barys Astana dans la Ligue continentale de hockey

## Trophées et honneurs personnels
Il remporte en 1996-1997, le trophée E.C. Dufresne des Bruins en tant que meilleur joueur de la saison à domicile. En 1998, il finit 10e meilleur pointeur de la saison avec 79 points.
En 2010, il participe avec l'équipe Jágr au 2e Match des étoiles de la Ligue continentale de hockey.

## Carrière internationale
Il a représenté la Tchécoslovaquie lors des championnats junior d'Europe de hockey en 1990 ainsi que lors du championnat du monde junior en  1991, il gagne alors la médaille de bronze. À la suite de la partition de la Tchécoslovaquie, il a par la suite représenté la Slovaquie lors des compétitions suivantes :
- Coupe du monde de hockey
  - 1996 et 2004.
- Championnat du monde
  - 1997, 1998, 2004 et 2005
  -  Médaille d'or : 2002
  -  Médaille de bronze : 2003
- Jeux olympiques d'hiver
  - 2002 à Salt Lake City (États-Unis)
  - 2006 à Turin (Italie)

Il a joué au total 76 matchs pour son équipe nationale et inscrit 16 buts.

## Statistiques

### En club
| Saison     | Équipe                   | Ligue                  |     | Saison régulière | Saison régulière | Saison régulière | Saison régulière | Saison régulière |   | Séries éliminatoires | Séries éliminatoires | Séries éliminatoires | Séries éliminatoires | Séries éliminatoires |
| Saison     | Équipe                   | Ligue                  | PJ  | B                | A                | Pts              | Pun              | PJ               | B | A                    | Pts                  | Pun                  |                      |                      |
| 1990-1991  | MHC Plastika Nitra       | 1. liga                | 49  | 23               | 22               | 45               | 14               | -                | - | -                    | -                    | -                    |                      |                      |
| 1991-1992  | Kölner EC                | 1. Bundesliga          | 33  | 19               | 18               | 37               | 35               | -                | - | -                    | -                    | -                    |                      |                      |
| 1991-1992  | Bruins de Boston         | LNH                    | 4   | 1                | 0                | 1                | 0                | -                | - | -                    | -                    | -                    |                      |                      |
| 1992-1993  | Bruins de Providence     | LAH                    | 56  | 31               | 61               | 92               | 26               | 6                | 4 | 4                    | 8                    | 0                    |                      |                      |
| 1992-1993  | Bruins de Boston         | LNH                    | 13  | 1                | 3                | 4                | 4                | -                | - | -                    | -                    | -                    |                      |                      |
| 1993-1994  | Bruins de Providence     | LAH                    | 17  | 5                | 12               | 17               | 4                | -                | - | -                    | -                    | -                    |                      |                      |
| 1993-1994  | Bruins de Boston         | LNH                    | 59  | 8                | 15               | 23               | 14               | 13               | 1 | 7                    | 8                    | 4                    |                      |                      |
| 1994-1995  | Kölner Haie              | 1. Bundesliga          | 25  | 16               | 23               | 39               | 18               | -                | - | -                    | -                    | -                    |                      |                      |
| 1994-1995  | Bruins de Boston         | LNH                    | 44  | 5                | 13               | 18               | 8                | 5                | 0 | 0                    | 0                    | 0                    |                      |                      |
| 1995-1996  | Bruins de Boston         | LNH                    | 76  | 18               | 36               | 54               | 14               | 5                | 1 | 2                    | 3                    | 0                    |                      |                      |
| 1996-1997  | Bruins de Boston         | LNH                    | 78  | 21               | 55               | 76               | 14               | -                | - | -                    | -                    | -                    |                      |                      |
| 1997-1998  | Kings de Los Angeles     | LNH                    | 77  | 21               | 58               | 79               | 53               | 4                | 1 | 2                    | 3                    | 2                    |                      |                      |
| 1998-1999  | Kings de Los Angeles     | LNH                    | 64  | 13               | 21               | 34               | 10               | -                | - | -                    | -                    | -                    |                      |                      |
| 1999-2000  | Kings de Los Angeles     | LNH                    | 57  | 17               | 41               | 58               | 10               | 4                | 0 | 4                    | 4                    | 8                    |                      |                      |
| 2000-2001  | HC Slovan Bratislava     | Extraliga slo.         | 9   | 2                | 4                | 6                | 16               | -                | - | -                    | -                    | -                    |                      |                      |
| 2000-2001  | Kings de Los Angeles     | LNH                    | 63  | 16               | 39               | 55               | 14               | 13               | 3 | 5                    | 8                    | 10                   |                      |                      |
| 2001-2002  | Kings de Los Angeles     | LNH                    | 9   | 1                | 3                | 4                | 4                | -                | - | -                    | -                    | -                    |                      |                      |
| 2001-2002  | Bruins de Boston         | LNH                    | 72  | 7                | 47               | 54               | 14               | 6                | 0 | 2                    | 2                    | 0                    |                      |                      |
| 2002-2003  | Bruins de Boston         | LNH                    | 78  | 14               | 37               | 51               | 12               | 5                | 0 | 2                    | 2                    | 0                    |                      |                      |
| 2003-2004  | Kings de Los Angeles     | LNH                    | 64  | 8                | 29               | 37               | 16               | -                | - | -                    | -                    | -                    |                      |                      |
| 2004-2005  | HC Slavia Prague         | Extraliga tch.         | 52  | 13               | 26               | 39               | 41               | 7                | 4 | 2                    | 6                    | 10                   |                      |                      |
| 2005-2006  | Panthers de la Floride   | LNH                    | 74  | 15               | 37               | 52               | 26               | -                | - | -                    | -                    | -                    |                      |                      |
| 2006-2007  | Panthers de la Floride   | LNH                    | 73  | 23               | 34               | 57               | 22               | -                | - | -                    | -                    | -                    |                      |                      |
| 2007-2008  | Panthers de la Floride   | LNH                    | 52  | 7                | 13               | 20               | 10               | -                | - | -                    | -                    | -                    |                      |                      |
| 2008-2009  | Barys Astana             | KHL                    | 45  | 11               | 24               | 35               | 65               | 3                | 0 | 1                    | 1                    | 0                    |                      |                      |
| 2009-2010  | Barys Astana             | KHL                    | 54  | 13               | 38               | 51               | 26               | 3                | 1 | 0                    | 1                    | 0                    |                      |                      |
| 2010-2011  | Dinamo Minsk             | KHL                    | 45  | 12               | 16               | 28               | 14               | -                | - | -                    | -                    | -                    |                      |                      |
| 2011-2012  | HK Spartak Moscou        | KHL                    | 21  | 1                | 7                | 8                | 8                | -                | - | -                    | -                    | -                    |                      |                      |
| 2011-2012  | HK Nitra                 | Extraliga slo.         | 2   | 0                | 2                | 2                | 0                | -                | - | -                    | -                    | -                    |                      |                      |
| 2011-2012  | Kärpät Oulu              | SM-liiga               | 18  | 1                | 8                | 9                | 2                | 9                | 2 | 5                    | 7                    | 6                    |                      |                      |
| 2012-2013  | HK Nitra                 | Extraliga slo.         | 52  | 13               | 37               | 50               | 6                | 9                | 1 | 8                    | 9                    | 0                    |                      |                      |
| 2013-2014  | HK Nitra                 | Extraliga slo.         | 54  | 16               | 51               | 67               | 12               | 16               | 4 | 11                   | 15                   | 16                   |                      |                      |
| 2014-2015  | HK Nitra                 | Extraliga slo.         | 49  | 20               | 31               | 51               | 8                | 12               | 6 | 11                   | 17                   | 4                    |                      |                      |
| 2015-2016  | HK Nitra                 | Extraliga slo.         | 40  | 2                | 17               | 19               | 10               | -                | - | -                    | -                    | -                    |                      |                      |
| 2015-2016  | HC Dukla Trencin         | Extraliga slo.         | 7   | 2                | 2                | 4                | 0                | -                | - | -                    | -                    | -                    |                      |                      |
| 2016-2017  | MHk 32 Liptovský Mikuláš | Extraliga slo.         | 46  | 5                | 12               | 17               | 12               | -                | - | -                    | -                    | -                    |                      |                      |
| 2016-2017  | MHk 32 Liptovský Mikuláš | Extraliga slo. Qualif. | -   | -                | -                | -                | -                | 4                | 1 | 0                    | 1                    | 0                    |                      |                      |
| 2017-2018  | HC 96 Nitra              | 2.liga                 | 6   | 4                | 7                | 11               | 2                | -                | - | -                    | -                    | -                    |                      |                      |
| 2018-2019  | HC 96 Nitra              | 2.liga                 | 14  | 8                | 18               | 26               | 2                | -                | - | -                    | -                    | -                    |                      |                      |
| 2019-2020  | MSK Ziar                 | 2.liga                 | 20  | 4                | 19               | 23               | 10               | -                | - | -                    | -                    | -                    |                      |                      |
| Totaux LNH | Totaux LNH               | Totaux LNH             | 957 | 196              | 481              | 677              | 245              | 55               | 6 | 24                   | 30                   | 24                   |                      |                      |

### En équipe nationale
| Année | Équipe                   | Compétition                 |   | PJ | B  | A  | Pts | Pun | +/-                |  | Résultat |
| 1990  | Tchécoslovaquie - 18 ans | Championnat d'Europe junior | 6 | 1  | 3  | 4  | 4   |     |                    |  |          |
| 1991  | Tchécoslovaquie - 20 ans | Championnat d'Europe junior | 7 | 4  | 4  | 8  | 2   | +8  |                    |  |          |
| 1996  | Slovaquie                | Coupe du monde              | 3 | 0  | 0  | 0  | 0   | 0   | Septième           |  |          |
| 1997  | Slovaquie                | Championnat du monde        | 8 | 2  | 1  | 3  | 4   | -3  | Neuvième           |  |          |
| 1998  | Slovaquie                | Championnat du monde        | 4 | 1  | 2  | 3  | 6   | -1  | Septième           |  |          |
| 2002  | Slovaquie                | Championnat du monde        | 3 | 0  | 1  | 1  | 4   | +5  | Médaille d'or      |  |          |
| 2002  | Slovaquie                | Jeux olympiques             | 2 | 2  | 1  | 3  | 0   | +2  | Treizième          |  |          |
| 2003  | Slovaquie                | Championnat du monde        | 9 | 4  | 11 | 15 | 0   | +7  | Médaille de bronze |  |          |
| 2004  | Slovaquie                | Championnat du monde        | 9 | 1  | 2  | 3  | 2   | +4  | Quatrième          |  |          |
| 2004  | Slovaquie                | Coupe du monde              | 4 | 0  | 0  | 0  | 2   | -4  | Septième           |  |          |
| 2005  | Slovaquie                | Championnat du monde        | 7 | 0  | 7  | 7  | 6   | +2  | Cinquième          |  |          |
| 2006  | Slovaquie                | Jeux olympiques             | 3 | 0  | 0  | 0  | 0   | -2  | Cinquième          |  |          |
| 2010  | Slovaquie                | Jeux olympiques             | 7 | 1  | 4  | 5  | 0   | -1  | Quatrième          |  |          |
| 2011  | Slovaquie                | Championnat du monde        | 6 | 2  | 1  | 3  | 2   | +2  | Dixième            |  |          |
| 2013  | Slovaquie                | Championnat du monde        | 4 | 0  | 0  | 0  | 2   | -1  | Huitième           |  |          |